# Oxigênio escuro

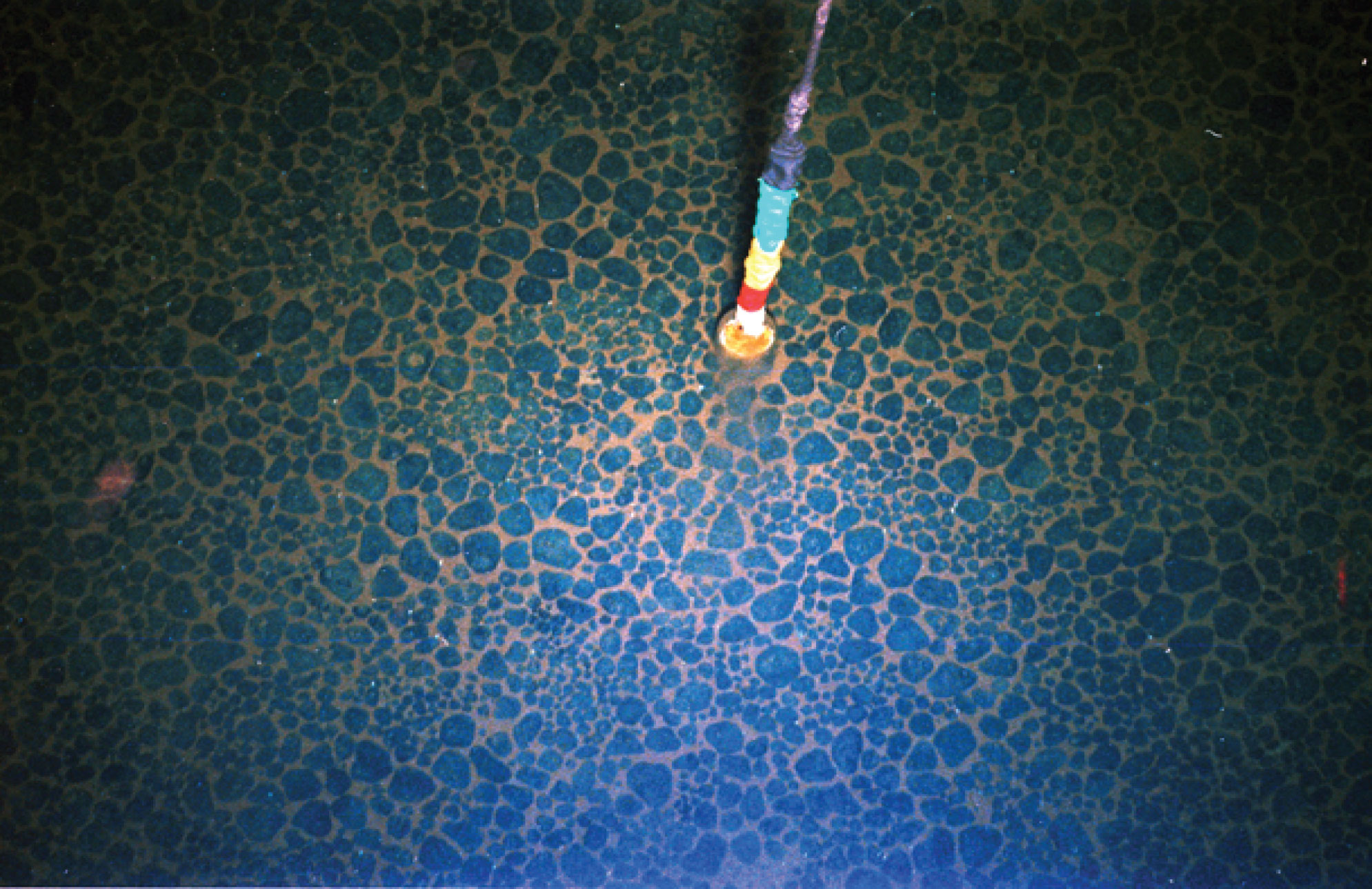
Um leito de nódulos de manganês na costa das Ilhas Cook

Oxigênio escuro é um termo científico para o oxigênio molecular (O2) encontrado nas profundezas dos oceanos, tão profundo que a luz não consegue penetrar, eliminando assim a possibilidade de ser gerado pela fotossíntese.
O oxigênio escuro é produzido por nódulos metálicos em áreas oceânicas profundas abaixo 13,000 pés (3,962 m) por eletrólise, processo de separação da água em oxigênio e hidrogênio com corrente elétrica.
Andrew Sweetman, professor da Associação Escocesa de Ciências Marinhas, estava estudando a Zona de fratura de Clipperton, uma área entre o Havaí e o México, quando sua equipe fez a descoberta anunciada em 2024.
A descoberta desafia a teoria de longa data de que todo o oxigênio molecular é gerado pela fotossíntese. O estudo foi publicado na revista Nature Geoscience.

## Descoberta

### Processo químico
O processo hipotético descrito para produzir oxigênio escuro é conhecido como eletrólise da água do mar. Neste processo químico, uma diferença de potencial elétrico de apenas 1,5 V é suficiente para iniciar a separação do hidrogênio e do oxigênio por eletrólise. A maior tensão observada durante a expedição foi de 0,95 V; mas a hipótese de trabalho é que a água do mar e os metais raros nas profundezas do oceano atuam como uma bateria química.

### Implicações
A implicação da produção de oxigênio escuro através da eletrólise desafia todas as teorias e modelos atuais do desenvolvimento da vida biológica na Terra. Até agora, todas essas teorias assumem que todo o oxigênio foi produzido através da fotossíntese por plantas e algas.